# Monte Carmelo (Venezuela)
Monte Carmelo is een gemeente in de Venezolaanse staat Trujillo. De gemeente telt 16.200 inwoners. De hoofdplaats is Monte Carmelo.